# Den svenske tronfølge
Den svenske tronfølge styres af successionsordningen, som er en af Sveriges grundlove.

## Aktuel tronfølge
1. H.K.H Kronprinsesse Victoria
2. H.K.H Prinsesse Estelle
3. H.K.H Prins Oscar
4. H.K.H Prins Carl Philip
5. Prins Alexander
6. Prins Gabriel
7. Prins Julian
8. Prinsesse Ines
9. H.K.H Prinsesse Madeleine
10. Prinsesse Leonore
11. Prins Nicolas
12. Prinsesse Adrienne

## Tidligere rækkefølger i arvefølgen

### UnderOscar II, 1872-1907
- 1872 1. Kronprins Gustaf, 2. prins Oscar, 3. prins Carl, 4. prins Eugen, 5. prins August
- 1873 1. Kronprins Gustaf, 2. prins Oscar, 3. prins Carl, 4. prins Eugen
- 1882 1. Kronprins Gustaf, 2. prins Gustaf Adolf, 3. prins Oscar, 4. prins Carl, 5. prins Eugen
- 1884 1. Kronprins Gustaf, 2. prins Gustaf Adolf, 3. prins Wilhelm, 4. prins Oscar, 5. prins Carl, 6. prins Eugen
- 1888 1. Kronprins Gustaf, 2. prins Gustaf Adolf, 3. prins Wilhelm, 4. prins Carl, 5. prins Eugen
- 1889 1. Kronprins Gustaf, 2. prins Gustaf Adolf, 3. prins Wilhelm, 4. prins Erik, 5. prins Carl, 6. prins Eugen
- 1906 1. Kronprins Gustaf, 2. prins Gustaf Adolf, 3. prins Gustaf Adolf, 4. prins Wilhelm, 5. prins Erik, 6. prins Carl, 7. prins Eugen
- 1907 1. Kronprins Gustaf, 2. prins Gustaf Adolf, 3. prins Gustaf Adolf, 4. prins Sigvard, 5. prins Wilhelm, 6. prins Erik, 7. prins Carl, 8. prins Eugen

### UnderGustaf V, 1907-1950
- 1907 1. Kronprins Gustaf Adolf, 2. prins Gustaf Adolf, 3. prins Sigvard, 4. prins Wilhelm, 5. prins Erik, 6. prins Carl, 7. prins Eugen
- 1909 1. Kronprins Gustaf Adolf, 2. prins Gustaf Adolf, 3. prins Sigvard, 4. prins Wilhelm, 5. prins Lennart, 6. prins Erik, 7. prins Carl, 8. prins Eugen
- 1911 1. Kronprins Gustaf Adolf, 2. prins Gustaf Adolf, 3. prins Sigvard, 4. prins Wilhelm, 5. prins Lennart, 6. prins Erik, 7. prins Carl, 8. prins Carl jr., 9. prins Eugen
- 1912 1. Kronprins Gustaf Adolf, 2. prins Gustaf Adolf, 3. prins Sigvard, 4. prins Bertil, 5. prins Wilhelm, 6. prins Lennart, 7. prins Erik, 8. prins Carl, 9. prins Carl jr., 10. prins Eugen
- 1916 1. Kronprins Gustaf Adolf, 2. prins Gustaf Adolf, 3. prins Sigvard, 4. prins Bertil, 5. prins Carl Johan, 6. prins Wilhelm, 7. prins Lennart, 8. prins Erik, 9. prins Carl, 10. prins Carl jr., 11. prins Eugen
- 1918 1. Kronprins Gustaf Adolf, 2. prins Gustaf Adolf, 3. prins Sigvard, 4. prins Bertil, 5. prins Carl Johan, 6. prins Wilhelm, 7. prins Lennart, 8. prins Carl, 9. prins Carl jr., 10. prins Eugen
- 1932 1. Kronprins Gustaf Adolf, 2. prins Gustaf Adolf, 3. prins Sigvard, 4. prins Bertil, 5. prins Carl Johan, 6. prins Wilhelm, 7. prins Carl, 8. prins Carl jr., 9. prins Eugen
- 1937 1. Kronprins Gustaf Adolf, 2. prins Gustaf Adolf, 3. prins Sigvard, 4. prins Bertil, 5. prins Carl Johan, 6. prins Wilhelm, 7. prins Carl, 8. prins Eugen
- 1943 1. Kronprins Gustaf Adolf, 2. prins Gustaf Adolf, 3. prins Bertil, 4. prins Carl Johan, 5. prins Wilhelm, 6. prins Carl, 7. prins Eugen
- 1946 1. Kronprins Gustaf Adolf, 2. prins Gustaf Adolf, 3. prins Bertil, 4. prins Wilhelm, 5. prins Carl, 6. prins Eugen
- 1946 1. Kronprins Gustaf Adolf, 2. prins Gustaf Adolf, 3. prins Carl Gustaf, 4. prins Bertil, 5. prins Wilhelm, 6. prins Carl, 7. prins Eugen
- 1947 1. Kronprins Gustaf Adolf, 2. prins Carl Gustaf, 3. prins Bertil, 4. prins Wilhelm, 5. prins Carl, 6. prins Eugen
- 1947 1. Kronprins Gustaf Adolf, 2. prins Carl Gustaf, 3. prins Bertil, 4. prins Wilhelm, 5. prins Carl

### UnderGustaf VI, 1950-1973
- 1950 1. Kronprins Carl Gustaf, 2. prins Bertil, 3. prins Wilhelm, 4. prins Carl
- 1951 1. Kronprins Carl Gustaf, 2. prins Bertil, 3. prins Wilhelm
- 1965 1. Kronprins Carl Gustaf, 2. prins Bertil

### UnderCarl XVI Gustaf, 1973-
- 15. september 1973, Gustaf VI Adolf dør
  - prins Bertil
- 13. maj 1979, Carl Philip fødes som kronprins efter den daværende successionsordning 
  - 1. Kronprins Carl Philip, 2. prins Bertil
- 1. januar 1980, ændring i successionsordningen træder i kraft 
  - 1. Kronprinsesse Victoria, 2. prins Carl Philip, 3. prins Bertil
- 10. juni 1982, prinsesse Madeleine fødes 
  - 1. Kronprinsesse Victoria, 2. prins Carl Philip, 3. prinsesse Madeleine, 4. prins Bertil
- 5. januar 1997, prins Bertil dør 
  - 1. Kronprinsesse Victoria, 2. prins Carl Philip, 3. prinsesse Madeleine
- 23. februar 2012, prinsesse Estelle fødes 
  - 1. Kronprinsesse Victoria, 2. prinsesse Estelle, 3. prins Carl Philip, 4. prinsesse Madeleine
- 20. februar 2014, prinsesse Leonore fødes 
  - 1. Kronprinsesse Victoria, 2. prinsesse Estelle, 3. prins Carl Philip, 4. prinsesse Madeleine, 5. prinsesse Leonore